# Carnlough
Carnlough es una localidad situada en el condado de Antrim de Irlanda del Norte (Reino Unido), con una población en 2011 de 1512 habitantes.
Se encuentra ubicada a poca distancia de Belfast —la capital de Irlanda del Norte—, de la costa del canal del Norte y del lago Neagh, el mayor de las islas británicas.